# Tlaxcala (Stadt)
Koordinaten: 19° 19′ 0″ N, 98° 14′ 24″ W
Tlaxcala, amtlich Tlaxcala de Xicohténcatl, ist eine Kleinstadt im Valle de Puebla-Tlaxcala im zentralen mexikanischen Hochland mit ca. 13.500 Einwohnern und liegt im gleichnamigen Bundesstaat. Der Name führt zurück auf die Tlaxcalteken, einen mexikanischen Volksstamm der Nahua-Familie, die dort angesiedelt waren.
Tlaxcala ist die Hauptstadt des Bundesstaates sowie des Municipio Tlaxcala. Es ist die kleinste aller mexikanischen Hauptstädte sowie die zehntgrößte Stadt des Bundesstaates Tlaxcala. Seit 1959 ist Tlaxcala Sitz eines römisch-katholischen Bistums.

## Lage und Klima
Tlaxcala liegt im mexikanischen Hochland zwischen den erloschenen Vulkanen Iztaccíhuatl und Malinche in ca. 2230 m Höhe. Mexiko-Stadt ist ca. 120 km in westlicher Richtung entfernt; die Stadt Puebla liegt ca. 45 km südlich. Das Klima ist meist warm und trocken; Regen (ca. 750–1000 mm/Jahr) fällt nahezu ausnahmslos im Sommerhalbjahr.

## Bevölkerung
| Jahr      | 2005   | 2020   |
| Einwohner | 15.777 | 13.555 |

## Wirtschaft
Im Umland von Tlaxcala wird Landwirtschaft betrieben; in der Stadt selbst haben sich Händler und Dienstleister niedergelassen.

## Geschichte
Tlaxcala war das politische Zentrum der mit den Azteken verfeindeten Tlaxcalteken. Ihr Reich blieb während der gesamten vorspanischen Zeit unabhängig. Nach anfänglichem Widerstand wurden die Tlaxcalteken während der spanischen Eroberung Mexikos die treuesten Verbündeten Hernán Cortés’ gegen die aztekischen Feinde.

## Sehenswürdigkeiten

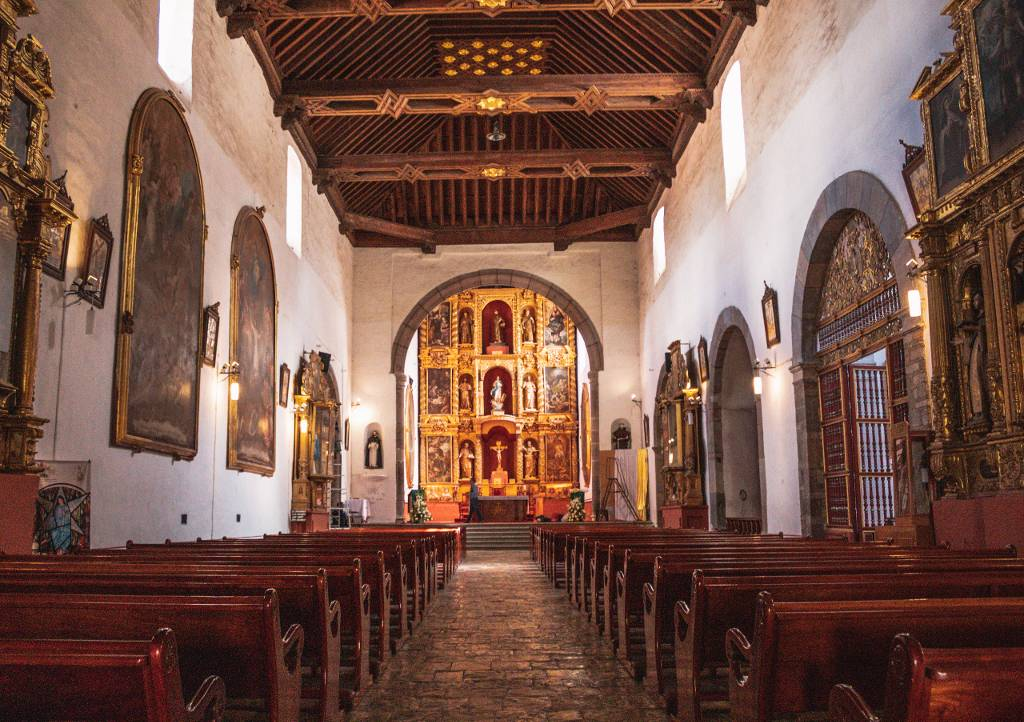
Kathedrale von Tlaxcala

- Die von geraden Straßen durchzogene Altstadt (Centro historico) von Tlaxcala vermittelt kolonialen Charme.
- Die Kathedrale trägt das Patrozinium des Ordensgründers und Heiligen Franz von Assisi (San Francisco); sie befindet sich im Stadtzentrum und wurde im Jahr 1521 geweiht und ist die älteste des amerikanischen Festlandes. Das einschiffige Langhaus hat eine Artesonado-Decke und endet in einem schmucklosen Triumphbogen; die dahinter befindliche Apsis ist gewölbt, weiß verputzt und präsentiert einen imposanten vergoldeten hölzernen Schnitzaltar (retablo).
- Der Gouverneurspalast (Palacio de Gobierno) ist ein breit gelagertes Gebäude mit einer Ziegelstein/Stuck-Fassade aus dem 19. Jahrhundert. Er enthält mehrere Wandmalereien mit Themen zur Stadtgeschichte.
- Die Iglesia San José hat eine sehenswerte Barockfassade.

## Söhne und Töchter der Stadt
- Octaviano Márquez y Tóriz (1904–1975), Erzbischof von Puebla de los Ángeles
- Beatriz Paredes Rangel (* 1953), Politikerin